# Altan Öymen
Mehmet Altan Öymen, né le 20 juin 1932 à Istanbul (Turquie) et mort le 19 juillet 2025 dans la même ville, est un journaliste et homme politique turc.

## Biographie

### Enfance et famille
Mehmet Altan Öymen naît à Istanbul, (bien que certaines sources mentionnent Trabzon). Sa famille est originaire de Trabzon du côté paternel et de Bolu du côté maternel. Son père s’appelait Hıfzırrahman Raşit Öymen, et sa mère Fatma Nezaket Öymen. Il a un frère, Örsan et une sœur, Gülden,,,,,,. 

### Formation
Sa famille déménage à Ankara durant son enfance, ville où il effectue son éducation primaire et secondaire. Il poursuit ses études supérieures à la faculté des sciences politiques de l’Université d’Ankara, dont il sort diplômé en 1955.

### Début professionnel
Altan Öymen travaille pour des journaux comme Cumhuriyet, Milliyet et Akşam. Il est attaché de média à l'ambassade de Turquie à Bonn (1962-1966). En 1972, il fonde l'agence de Presse Anka et dirige l'agence jusqu'en 1979.

### Vie politique
Altan Öymen est délégué des médias à l'assemblée constituante en 1961. Il est député d'Ankara (1977-1980) et d'Istanbul (1995-1999) sur la liste du CHP.
En 1977, il est ministre du tourisme dans le gouvernement minoritaire de Bülent Ecevit. Entre 1977-1979, il est vice-président du groupe CHP à la Grande Assemblée nationale de Turquie et vice-secrétaire général du CHP entre 1979-1980. Il est président du CHP entre 1999-2000.

### Mort
Altan Öymen meurt le 19 juillet 2025 à l'hôpital Florence Nightingale d'Istanbul (tr) des suites d'une défaillance multiviscérale, à l'âge de 93 ans. Il a subi une opération des poumons 6 semaines avant sa mort.